# Frontofocomètre

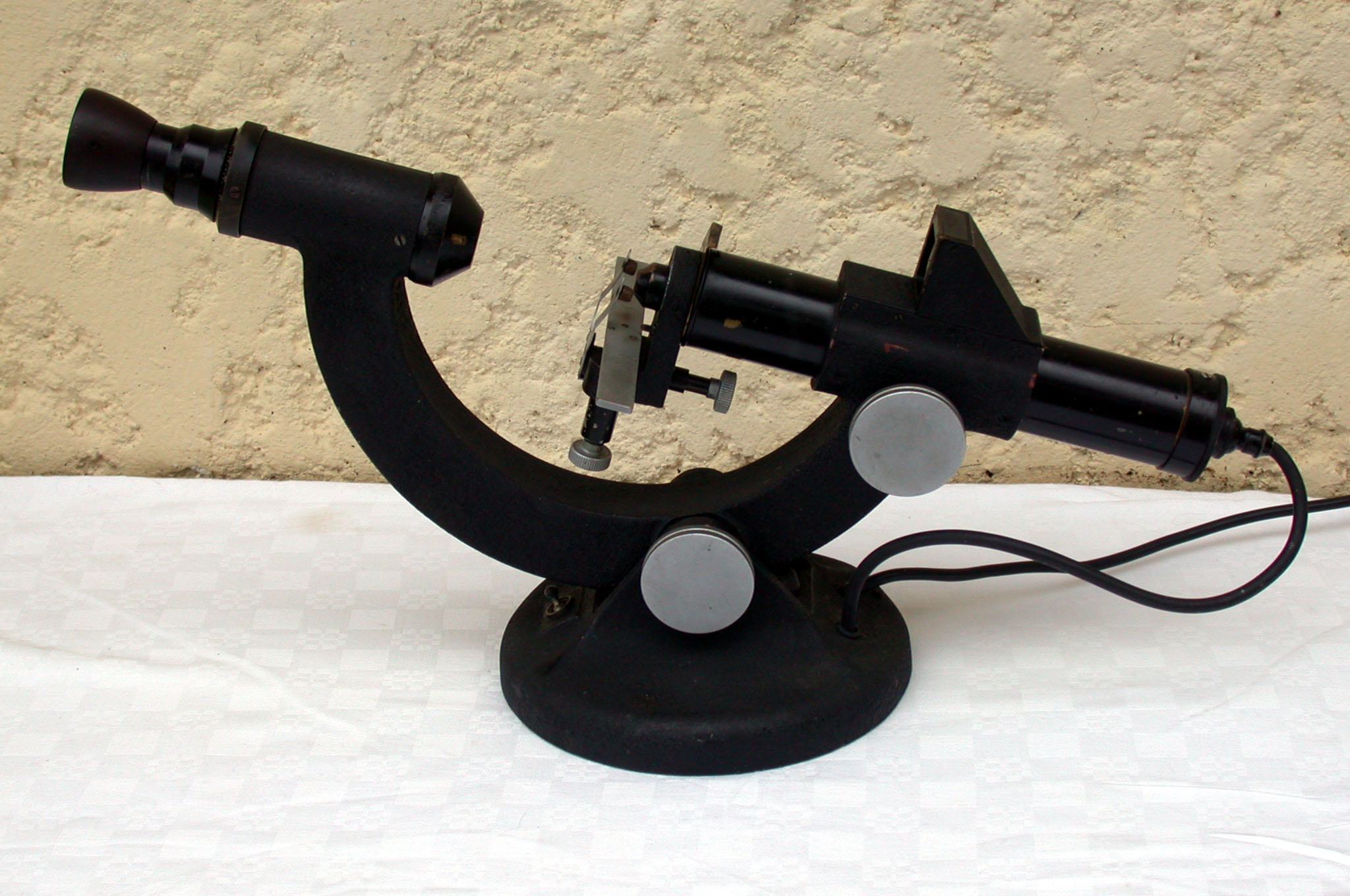
Frontofocomètre J. & H. TAYLOR LTD. Birmingham, Angleterre.

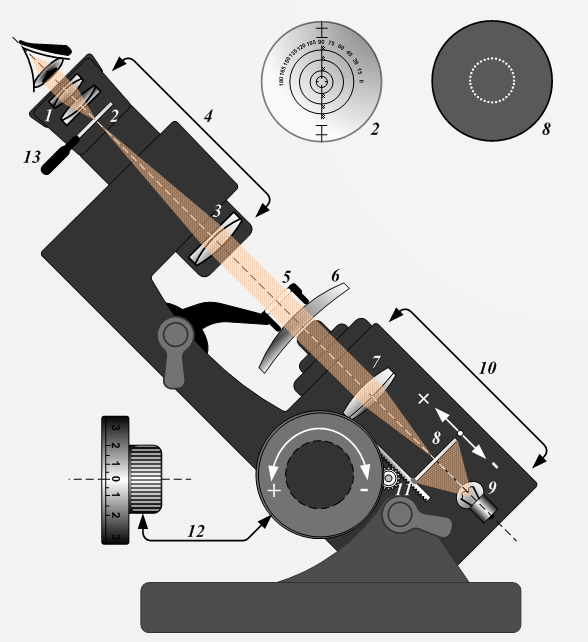
Frontofocomètre.

Le frontofocomètre est un instrument d’optique permettant la mesure de la puissance frontale image d'un verre de lunette ou lentille de contact.
C’est un appareil qui permet de mesurer les verres d’optique, donnant les valeurs respectives de la puissance frontale sphérique, de la puissance cylindrique, de l’axe du cylindre (position du centre optique) et éventuellement de la puissance prismatique (la valeur et la position du prisme). La puissance frontale est à distinguer de la puissance focale. La puissance frontale correspond à l'inverse de la distance frontale mesurée de la surface du verre au foyer du verre par opposition à la puissance focale qui est l'inverse de la distance focale mesurée du plan principal au foyer du verre. Il indique la puissance des verres en dioptrie. La plupart des frontofocomètres peuvent mesurer des verres allant de −25 δ à +25 δ.
La puissance est mesurée avec une lumière de longueur d’onde de 546,07 nm (à la norme ISO), qui correspond à la raie verte émise par une lampe à vapeur de mercure.